# Microsynodontis polli
Microsynodontis polli е вид лъчеперка от семейство Mochokidae.

## Разпространение
Видът е разпространен в Гвинея, Демократична република Конго и Либерия.